# Herb Piusa XI
Herb papieski Piusa XI był oficjalnym herbem Stolicy Apostolskiej w czasie pontyfikatu Piusa XI (1922–1939).

## Skład
Herb składa się z tarczy herbowej, dwóch kluczy św. Piotra, oraz tiary papieskiej umieszczonej nad tarczą. Tarcza dwudzielna w pas. W polu górnym złotym czarny orzeł, w dolnym srebrnym znajdują się trzy czerwone piłki. Papież Pius XI jako swoją dewizę wybrał Pax Christi in regno Christi (Pokój Chrystusowy w Królestwie Chrystusowym).